# Reparaciones (programa)
Reparaciones fue un programa especial (que consta de un único envío) de la Fundación Huésped por el Día Mundial de la Lucha contra el Sida, con el fin de ayudar a reflexionar sobre los prejuicios y la discriminación alrededor del VIH/SIDA. 
Está protagonizado por Pablo Echarri, Érica Rivas. Con las participaciones especiales de Lito Cruz, Hugo Arana, Rita Cortese, Federico D'Elía, Carlos Portaluppi, Enrique Liporace, Henny Trailes, María Fernanda Callejón y Alejandro Fiore. Además formaron parte del programa los actores y actrices: Adriana Salonia, Pasta Dioguardi, Eduardo Cutuli, y Alfredo Castellani.

## Sinopsis
El especial es una comedia de enredos que transcurre alrededor de un típico barrio de la ciudad que se ve alterado por la presencia de Nelson (Alejandro Fiore), un linyera, que los vecinos consideran ingrato en el lugar. Deciden realizar una asamblea para decidir qué hacer y ese es el escenario para el primer encuentro entre Mariela (Érica Rivas) y Octavio
(Pablo Echarri). Los problemas del barrio son la excusa de los dos jóvenes para relacionarse. En una primera cita, Mariela le cuenta a Octavio que tiene HIV. La historia continúa con los encuentros y desencuentros de esta pareja, enmarcada en la desinformación y los prejuicios de los personajes del barrio en relación con el HIV. Un tema trascendente que ofrece un mensaje fresco y esperanzador sobre cómo vivir mejor, lejos del miedo al otro.
Este es el segundo unitario que El Trece emite por el Día Mundial de la Lucha contra el Sida, con el fin de ayudar a reflexionar sobre los prejuicios y la discriminación alrededor del VIH/sida. Entre los años 2002 y 2005, la emisora brindó espacio al “backstage” del Calendario de Fundación Huésped realizado por la fotógrafa Gaby Herbstein, del que participaron reconocidos personajes de la cultura y el espectáculo argentinos. En 2006, El Trece y Fundación Huésped fueron pioneros en exhibir, por primera vez en la televisión abierta local, un programa de ficción dedicado exclusivamente al VIH/sida, "Hoy me desperté", dirigido por Bruno Stagnaro y Darío Lanis.

## Elenco
- Pablo Echarri - Octavio
- Érica Rivas - Mariela
- Hugo Arana - Gabriel
- María Fernanda Callejón - Eva
- Alfredo Castellani - Ñato
- Rita Cortese - Cora
- Lito Cruz - Pedro
- Eduardo Cutuli - Miranda
- Federico D'Elía - Benito
- Pasta Dioguardi - Moltoni
- Alejandro Fiore - Nelson
- Enrique Liporace - Armando
- Carlos Portaluppi - Perfumo
- Adriana Salonia - Enfermera
- Henny Trailes - Delia

## Ficha técnica
- Dirección artística y guion: Gustavo Belatti y Mario Segade
- Producción General: Deborah Cosovschi y Leandro Cahn
- Dirección: Juan Pablo Lacroze
- Producción ejecutiva: Marcela Calabro y Débora Fiore
- Dirección de Fotografía: Marcelo Moreno
- Dirección de Arte: Fernanda Tripoli
- Vestuario: Patricia Conta
- Asistente de dirección: Luis Zorraquín
- Peinado: Edith Gómez
- Maquillaje: Verónica Momenti para L´Oréal
- Asesor creativo: Pablo Martins
- Asistente: Pablo López
- Cortina musical de: Kevin Johansen.